# Black Torch
Black Torch ist eine Mangaserie von Tsuyoshi Takaki, die von 2016 bis 2018 in Japan erschien. Das Werk ist in die Genres Shōnen, Action und Drama einzuordnen und wurde in mehrere Sprachen übersetzt.

## Inhalt
Seit frühester Kindheit kann Jiro Azuma mit Tieren sprechen. Oft hat ihn das in Schwierigkeiten gebracht und als Kind wurde er von den anderen gehänselt. Als Jugendlicher dann ist er oft in Prügeleien verwickelt, die auch mit seiner Fähigkeit zusammenhängen. Sein Großvater, der ihm die Ninjatechniken seiner Familie lehrt, schimpft ihn deswegen immer aus und schlägt ihn auch immer wieder. Eines Tages nimmt Jiro einen verletzten schwarzen Kater auf, der sich als der Mononoke Rago herausstellt. Dieser ist aus einem langen Schlaf erwacht und wurde nun von anderen Geistern angegriffen, die seine Macht wollen. Bald kommt es erneut zum Kampf mit einem Dämon. Jiro mischt sich wieder ein und will den von ihm gerade geretteten Rago nicht im Stich lassen. Dabei wird Jiro tödlich verletzt. Rago rettet ihm das Leben, indem er sich mit ihm vereinigt. Kurz darauf werden sie von „der Behörde“ gefasst, einer Regierungsorganisation zum Kampf gegen Mononoke. Früher waren sie die Oniwaban. Kurz darauf entwischt Jiro ihnen, um sich von seinem Großvater zu verabschieden. Doch der fordert ihn zum Kampf, denn er war auch bei der Behörde und zweifelt an Jiros Stärke, den Mononoke zu kontrollieren. Schließlich kann Jiro seinen Großvater überzeugen und begibt sich dann in Obhut der Behörde. Dort ist man noch skeptisch, ob man ihn wegen der großen Gefahr durch Rago nicht doch töten soll. Doch der Leiter der Spezialabteilung, Ryosuke Shiba, der Jiro aufgegriffen hat, will mit ihm eine neue Spezialeinheit bilden. Jiro bildet also nun eine Gruppe mit Ichika Kishimojin, eine junge Kämpferin aus einer Ninja-Familie die bei Jiros Verhaftung half, und dem Spross einer angesehenen Spion-Familie, Reiji Kirihara. Besonders mit Reiji, der auf den grobschlächtigen Jiro herabschaut, kommt es zu Konflikten und die Gruppe muss sich erst im Training zusammenraufen.
Bei ihrem ersten Einsatz soll die Gruppe den Grund für Ragos Befreiung aus seiner Jahrhunderte dauernden Versiegelung erfahren. Am Versiegelungsstein in einem Tempel erinnert sich Rago nur an wenig. Eine Gruppe von Dämonen wollte sich mit ihm gegen Menschen und Behörde verbünden, doch der hatte darauf keine Lust und kämpfte sich ins Freie. Sie werden vom Mononoke Koga überrascht und angegriffen. Der will Rago als seinen Partner gewinnen und es kommt zum Kampf, in dem die beiden jungen Kämpfer nur knapp bestehen können. Wegen des Eintreffens einer weiteren Einheit flieht Koga. Nachdem sie nur wenig Informationen gewonnen haben steht für die Gruppe weiteres Training an. Mit Hilfe einer verbündeten Mononoke müssen sie sich ihren Ängsten stellen: Ichika ihrer Mutter, die bei einem Einsatz als Spionin versteinert ist. Reiji seinem Bruder, der bei einer Initiationszeremonie von einem Schwert besessen wurde, seinen Vater ermordete und verschwand. Jiro und Rago erfahren in der Vision der Mononoke von Ragos Vergangenheit als lokaler Tempelgott. Als der Mononoke Amagi ihm anbot, mit ihm gegen die neu gegründeten Oniwaban zu kämpfen. Rago lehnt ab, weil er in Frieden leben will, und Amagi zerstört das von ihm beschützte Dorf, um Rago keine Wahl zu lassen. Doch der besiegt ihn und versiegelt sich selbst im Stein. Amagi war es auch, so erinnert sich Rago, der ihn jetzt wieder befreit hat.
Bald darauf kommt es zum Angriff von Amagis Mononoke auf die Stadt. Die Behörde grenzt sie ein und Shibas Gruppe soll gegen sie kämpfen. Ichika kann den Hypnose-begabten Mononoke Roren leicht festnehmen und Jiro tötet den kräftigsten Dämonen mit Ragos Kraft. Doch Reiji trifft auf seinen Bruder, gegen den er nicht ankommt. Sein Bruder fühlte sich ihm immer unterlegen, da er als Erbe immer besonders streng behandelt wurde und Reiji alles leicht zu fallen schien. Daher verfiel er der Macht des Schwertes. Schließlich trifft Jiro auf den ihm überlegenen Amagi selbst, der Ragos Gefolgschaft fordert, wenn er Jiro verschonen soll. Als Rago aus Jiro gelöst wird, greift eine weitere Spezialeinheit an und die Mononoke müssen fliehen. Bald darauf muss Amagi feststellen, dass er zwar Rago hat, der aber alle seine Kraft in Jiro zurückließ. Bei der Behörde ist man Jiro gegenüber nun noch misstrauischer, da der Ragos Kraft kaum kontrollieren kann und diese Jiro zu Raserei verleitet. So wird Jiro in den Wald der Mononoke Ibuki gesandt, wo er seine Kraft beherrschen lernen oder von ihr getötet werden soll. Jiro gelingt es nicht nur, im Wald zu bestehen, sondern auch Ibukis Sympathie zu gewinnen, sodass sie ihm beim Beherrschen seiner Kraft hilft. Zur gleichen Zeit frisst Amagi alle mit ihm verbündeten Mononoke, um sich ihre Kraft selbst anzueignen und den kommenden Kampf vorzubereiten. Als Koga von Amagis Kannibalismus erfährt, kann er ihm gerade noch entkommen. Ohne ein anderes Ziel geht er zur Behörde, die sich bereits Amagis Angriff ausgesetzt sieht, um sie zu unterstützen. Jiro geht direkt zu Amagi, um ihm mit seiner neu gewonnenen Macht entgegenzutreten. Dabei gelingt es Jiro und Rago, sich wieder zu vereinigen und Amagi einen entscheidenden Schlag zu verpassen, sodass er sich zurückziehen muss. Jiro bleibt gemeinsam mit Rago und seinen Teamkameraden weiter Teil der Behörde, um gegen andere Mononoke zu kämpfen.

## Veröffentlichung
Die Serie erschien ab Dezember 2016 im Magazin Jump Square bei Shūeisha. Im April 2018 wechselte es ins Shōnen Jump+, wo der Manga im Juli 2018 abgeschlossen wurde. Die Kapitel wurden auch gesammelt in fünf Bänden herausgebracht.
Eine deutsche Übersetzung erschien von April bis Dezember 2019 vollständig bei Kazé Deutschland. Eine englische Fassung wird von Viz Media herausgegeben, eine französische von Éditions Ki-oon, eine spanische von Norma Editorial und eine italienische von Planet Manga.